# 널링

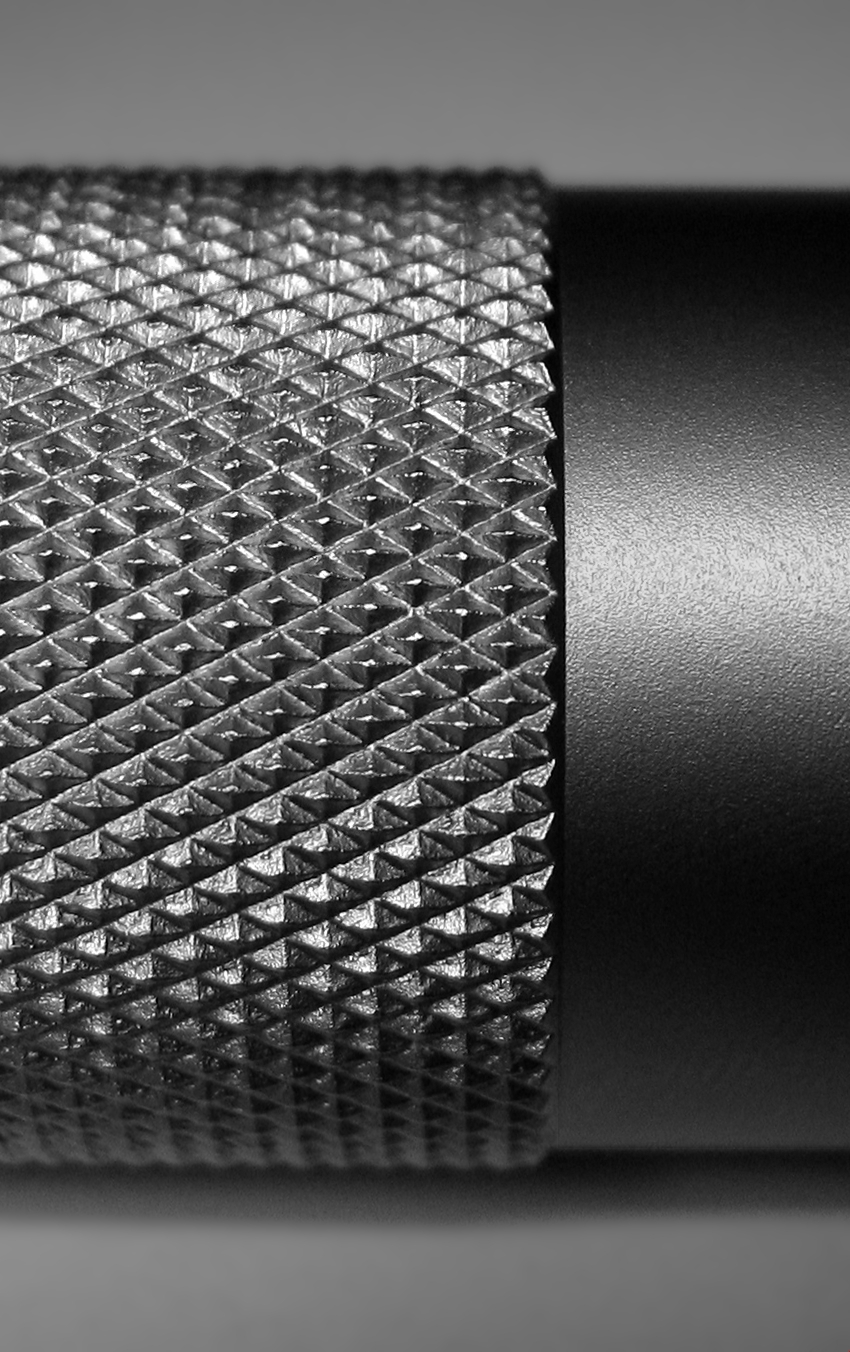
다이아몬드 패턴의 널링을 가까이서 본 모습

널링(Knurling)은 직선, 곡선, 교차선 패턴이 자재를 두르는, 선반(lathe)에 보통 수행하는 제조 공정이다.

## 이용
이 작업은 제조 공정 소재의 일부로서 자국을 만들기 위해 수행한다. 널링을 사용하면 원래의 부드러운 금속 표면에 의해 제공되는 것보다 손이나 손가락을 통해 널링 대상 물건을 더 잘 집을 수 있게 한다.

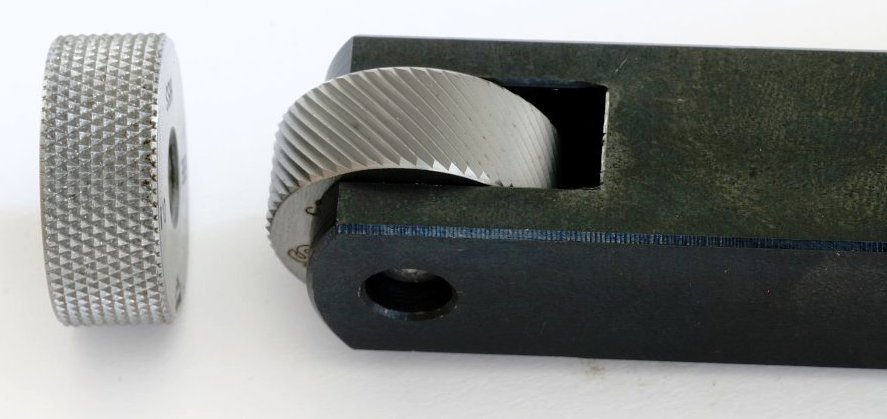
일륜 널링 도구
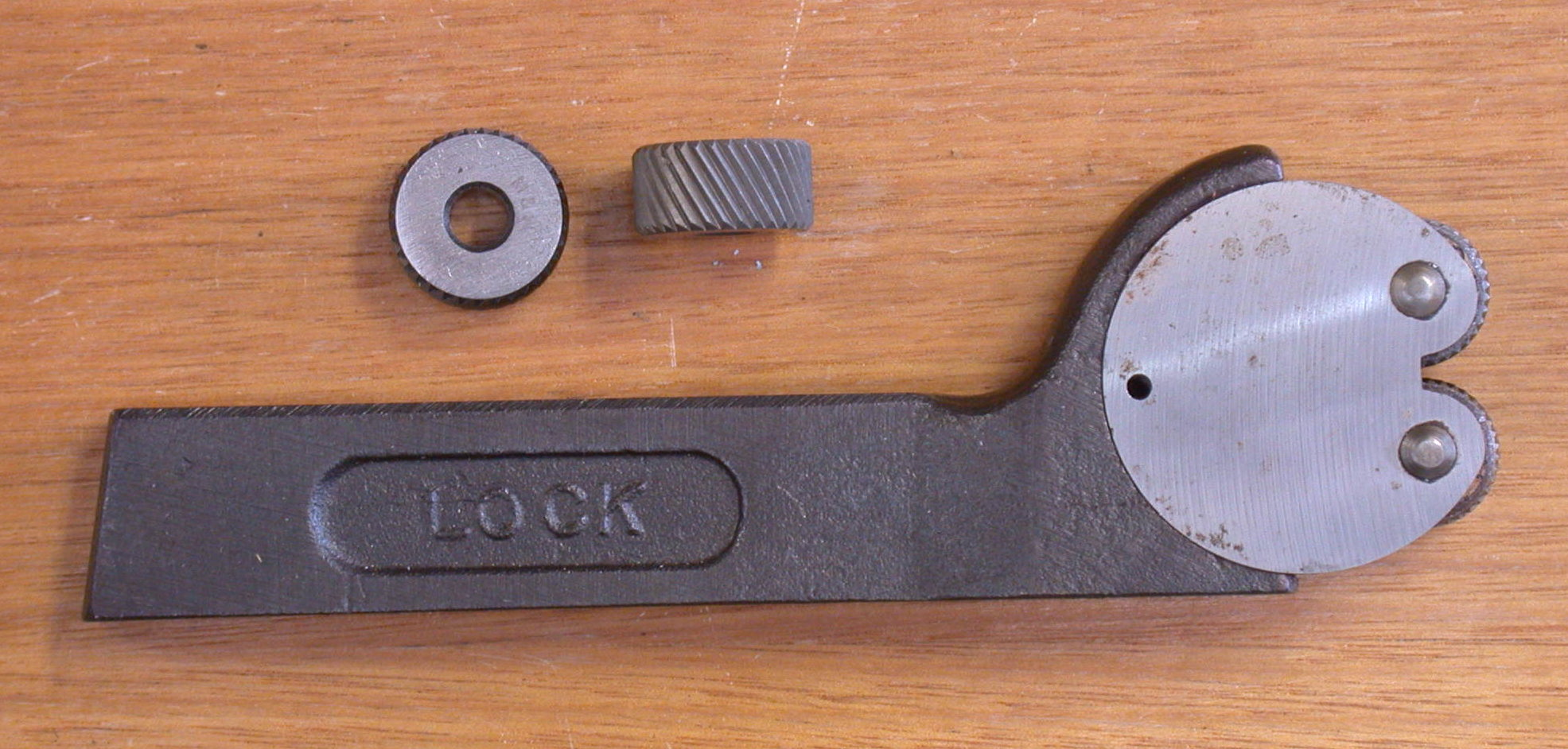
다이아몬드 널링 도구